# Anthrenocerus australis
Anthrenocerus australis là một loài bọ cánh cứng trong họ Dermestidae. Loài này được Hope miêu tả khoa học năm 1843.